# Беречино
Беречино — село в Кольчугинском районе Владимирской области России. Входит в состав Раздольевского сельского поселения.

## География
Село расположено в 5 км на запад от центра поселения посёлка Раздолье и в 4 км на юг от райцентра города Кольчугино.

## История
В XVI—XVIII веках село входило в стан Малый Рог Владимирского уезда Замосковного края Московского царства.
По писцовым книгам 1637-43 годов село Беречино значилось старинной вотчиной братьев Беречинских. В 1656 году вотчинник Самойло Беречинский построил здесь церковь во имя Рождества Пресвятой Богородицы. По переписным книгам 1678 года Беречино принадлежит уже двум вотчинникам стряпчему Василию Смольянинову и Борису Беречинскому, на половине Смольянинова было тогда 9 дворов крестьянских, а у Беречинского двор вотчинников. Деревянный храм в Беречине в 1812 году сгорел. В 1817 году вместо деревянной церкви построен был каменный храм с колокольней. Престолов в храме было два: в холодном в честь Рождества Пресвятой Богородицы, в трапезе теплой — во имя преподобной Марии Египетской. Приход состоял из села Беречина и деревень: Киреевки, Конюшина, Поддубков, Стенок, Шустина, Собина. В селе Беречине имелась церковно-приходская школа, учащихся в 1896 году было 36. В годы Советской Власти церковь была полностью разрушена.
В конце XIX — начале XX века село входило в состав Завалинской волости Покровского уезда.
С 1929 года село являлось центром Беречинского сельсовета в составе Кольчугинского района, с 1978 года и вплоть до 2005 года входило в состав Белореченского и Раздольевского сельсоветов.

## Население
| 1859 | 1905 | 1926 | 2002 | 2010 | 2021 |
| ---- | ---- | ---- | ---- | ---- | ---- |
| 232  | ↗286 | ↗437 | ↘260 | ↘254 | ↗292 |

## Инфраструктура
В селе находятся фельдшерско-акушерский пункт.